# 狭叶红灰毛豆
狭叶红灰毛豆（学名：Tephrosia coccinea var. stenophylla）为豆科灰毛豆属下的一个变种。

## 扩展阅读
- 維基物種上的相關：狭叶红灰毛豆